# NCSM Nipigon (J154)
Pour les autres navires du même nom, voir NCSM Nipigon.
Le NCSM  Nipigon (pennant number J154) (ou en anglais HMCS Nipigon) est un dragueur de mines de la Classe Bangor lancé pour la Royal Canadian Navy (RCN) et qui a servi pendant la Seconde Guerre mondiale.

## Conception
Le Nipigon est commandé le 23 février 1940 dans le cadre du programme de la classe Bangor de 1939-40 pour le chantier naval de Dufferin Shipbuilding Company de Toronto en Ontario au Canada. La pose de la quille est effectuée le 4 juillet 1940, le Nipigon est lancé le 1er octobre 1940 et mis en service le 8 novembre 1941.
La classe Bangor doit initialement être un modèle réduit de dragueur de mines de la classe Halcyon au service de la Royal Navy,. La propulsion de ces navires est assurée par 3 types de motorisation: moteur diesel, moteur à vapeur à pistons à double ou triple expansions et turbine à vapeur. Cependant, en raison de la difficulté à se procurer des moteurs diesel, la version diesel a été réalisée en petit nombre.
Les dragueurs de mines de classe Bangor version canadienne déplacent 683 tonnes en charge normale. Afin de pouvoir loger les chaufferies, ce navire possède des dimensions plus grandes que les premières versions à moteur diesel avec une longueur totale de 54,9 mètres, une largeur de 8,7 mètres et un tirant d'eau de 2,51 mètres. Ce navire est propulsé par 2 moteurs alternatifs verticaux à triple détente alimentés par 2 chaudières à tubes d'eau à 3 tambours Admiralty et entraînant deux arbres d'hélices. Le moteur développe une puissance de 2 400 chevaux-vapeur (1 790 kW) et atteint une vitesse maximale de 16 nœuds (30 km/h). Le dragueur de mines peut transporter un maximum de 152 tonnes de fioul.
Leur manque de taille donne aux navires de cette classe de faibles capacités de manœuvre en mer, qui seraient même pires que celles des corvettes de la classe Flower. Les versions à moteur diesel sont considérées comme ayant de moins bonnes caractéristiques de maniabilité que les variantes à moteur alternatif à faible vitesse. Leur faible tirant d'eau les rend instables et leurs coques courtes ont tendance à enfourner la proue lorsqu'ils sont utilisés en mer de face.
Les navires de la classe Bangor sont également considérés comme exiguës pour les membres d'équipage, entassant 6 officiers et 77 matelots dans un navire initialement prévu pour un total de 40.

## Histoire

### Seconde Guerre mondiale
Le Nipigon  est mis en service dans la Marine royale du Canada le 11 août 1941 à Toronto et est affecté à la Sydney Force (Force de Sydney) à partir d'octobre 1941. Il reste dans cette unité jusqu'au 17 janvier 1942. Il passe ensuite des périodes de service dans la Western Local Escort Force (WLEF) Force d'escorte locale de l'Ouest), la Halifax Force (Force de Halifax) et la Newfoundland Force (Force de Terre-Neuve).
En juin 1943, lorsque la WLEF divise ses escortes en groupes, le navire est affecté au groupe d'escorte EG W-1 comme escorte de convoi.
Au début de l'année 1944, le Nipigon subit un réaménagement, commencé à Lunenburg (Nouvelle-Écosse) et terminé à Liverpool (Nouvelle-Écosse). Après les travaux terminés, il est de nouveau affecté à la Halifax Force jusqu'à sa dissolution en 1945.
Il exerce ensuite diverses fonctions le long de la côte atlantique jusqu'à ce qu'il est libéré du service active à Sydney (Nouvelle-Écosse) le 13 octobre 1945, puis désarmé à Shelburne (Nouvelle-Écosse).

### Après-guerre
Après la guerre, le Nipigon est placé en réserve stratégique à Sorel, au Québec, en 1946. Il est repris par la Marine royale canadienne en 1952 et réaménagé en vue du service actif. Le dragueur de mines reçoit le nouveau numéro de coque (Pennant number) 188, mais il n'est jamais remis en service.
En 1953, le Nipigon est reclassé comme escorte côtière. Il est vendu aux forces navales turques le 29 novembre 1957 et rebaptisé TCG Bafra (TCG pour Türkiye Cumhuriyeti Gemisi ou Navire de la République de Turquie). Le navire appareille vers la Turquie le 19 mai 1958. Il sert jusqu'en 1972, date à laquelle son immatriculation est supprimée.

### Honneurs de bataille
- Atlantic 1941-1945

### Participation auxconvois
Le Nipigon a navigué avec les convois suivants au cours de sa carrière:
1. Convoi BX 15
2. Convoi BX 138
3. Convoi BX 139
4. Convoi BX 141
5. Convoi BX 145
6. Convoi BX 148
7. Convoi HX 195
8. Convoi HX 219
9. Convoi HX 244
10. Convoi HX 249
11. Convoi HX 262
12. Convoi HX 299
13. Convoi ON 78
14. Convoi ON 189
15. Convoi ON 191
16. Convoi ON 194
17. Convoi ON 204
18. Convoi ON 209
19. Convoi ON 239
20. Convoi ON 243
21. Convoi ON 249
22. Convoi ON 250
23. Convoi ON 251
24. Convoi ON 255
25. Convoi ON 278
26. Convoi ONS 16
27. Convoi ONS 18
28. Convoi ONS 33
29. Convoi ONS 34
30. Convoi ONS 40
31. Convoi SC 54
32. Convoi SC 55
33. Convoi SC 57
34. Convoi SC 59
35. Convoi SC 61
36. Convoi SC 62
37. Convoi SC 64
38. Convoi SC 67
39. Convoi SC 76
40. Convoi SC 140
41. Convoi SC 142
42. Convoi SC 159
43. Convoi XB 11
44. Convoi XB 17
45. Convoi XB 72
46. Convoi XB 76
47. Convoi XB 139
48. Convoi XB 141
49. Convoi XB 148

### Commandement
- Lieutenant Commander (Lt.Cdr.) William John Fricker (RCNR) du 12 août 1941 à 14 février 1942
- T/A/Lieutenant Commander (T/A/Lt.Cdr.) William John Fricker (RCNR) du 15 février 1942 à 11 mai 1942
- T/Lieutenant (T/Lt.) Donald McIntosh Stewart (RCNVR) du 12 mai 1942 au 4 octobre 1942
- T/Lieutenant (T/Lt.) Kenneth David Heath (RCNVR) du 5 octobre 1942 au 11 avril 1944
- T/Lieutenant (T/Lt.) William Turner (RCNVR) du 12 avril 1944 au 4 février 1945
- T/Lieutenant (T/Lt.) John Campbell Tyrer (RCNVR) du 5 février 1945 au 13 octobre 1945

Notes:
RCNR: Royal Canadian Naval Reserve
RCNVR: Royal Canadian Naval Volunteer Reserve 